# Stazione di Santo Stefano di Magra
Stazione di Santo Stefano di Magra vasútállomás Olaszországban, Santo Stefano di Magra településen.

## Vasútvonalak
Az állomást az alábbi vasútvonalak érintik:
- Parma–La Spezia-vasútvonal
- Santo Stefano di Magra–Sarzana-vasútvonal

## Kapcsolódó állomások
A vasútállomáshoz az alábbi állomások vannak a legközelebb:
- Stazione di Ponzano Magra (Stazione di Sarzana, Santo Stefano di Magra–Sarzana-vasútvonal)
- Stazione di Aulla Lunigiana (Stazione di Parma, Parma–La Spezia-vasútvonal)
- Stazione di Vezzano Ligure (Stazione di La Spezia Centrale, Parma–La Spezia-vasútvonal)